# دریاچه حمرین
دریاچه حمرین یا دریاچه سد دیاله (انگلیسی: Lake Hamrin) مخزن سدی است در پشت سد دیاله در ۵۰ کیلومتری شمال شرقی شهر بعقوبه در استان دیاله عراق.